# Megatherium

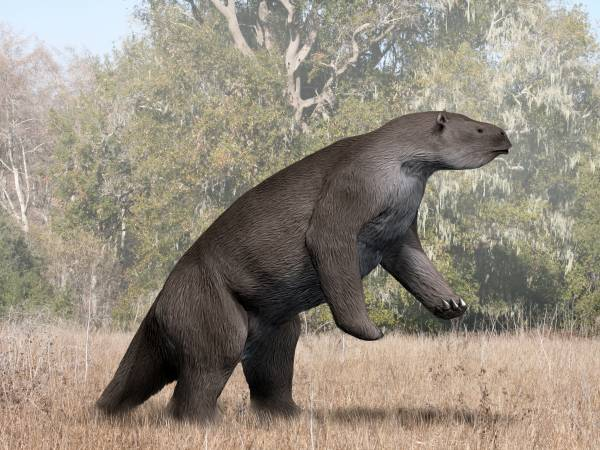

Megatherium (en griego, "gran bestia") es un género extinto de mamíferos placentarios del orden Pilosa, conocidos vulgarmente como megaterios. Eran perezosos terrestres de gran tamaño, parientes de los actuales perezosos, que habitaron en América del Sur desde comienzos del Pleistoceno hasta hace 8000 años, ya en el Holoceno.
En términos de tamaño solo fue sobrepasado por algunos grupos de mamíferos terrestres, como los mayores proboscídeos y perisodáctilos como Paraceratherium. Anteriormente eran incluidos dentro de la familia Megatheriidae, pero estudios filogenéticos lo ubicaron en su propia familia.

## Descubrimiento

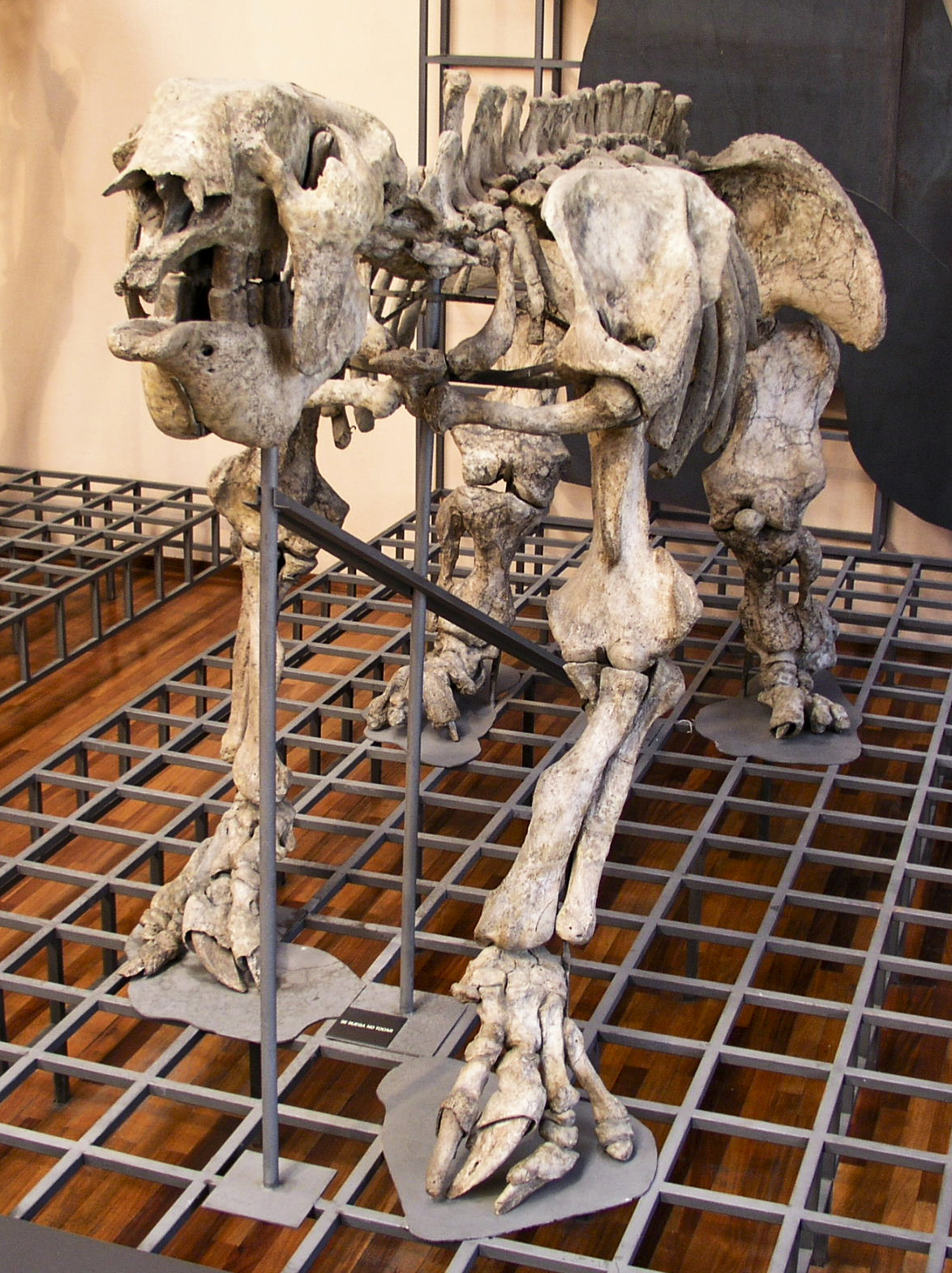
El primer esqueleto conocido de M. americanum fue también, en el Madrid de 1795, el primer montaje esquelético de un animal prehistórico. Museo Nacional de Ciencias Naturales, Madrid.

El primer espécimen fósil de Megatherium fue descubierto en 1787 por fray Manuel Torres, sobre la ribera del río Luján en la actual Argentina, tras la realización de obras en el Luján, en lo que hoy es la Provincia de Buenos Aires. El fósil fue enviado al año siguiente al Real Gabinete de Historia Natural de Madrid, antecesor del actual Museo Nacional de Ciencias Naturales, en el que se conserva. Posteriormente fue ensamblado por un empleado del gabinete, Juan Bautista Bru, quien además dibujó el esqueleto y algunos huesos individuales. Los dibujos de Bru fueron grabados por Manuel Navarro y publicados en José Garriga, Descripción del esqueleto de un quadrúpedo muy corpulento y raro que se conserva en el Real Gabinete de Historia natural de Madrid, Madrid, Viuda de Joaquín Ibarra, 1796. Basándose en las ilustraciones de Bru, el anatomista comparativo Georges Cuvier determinó las relaciones y la posible apariencia del Megatherium. Cuvier publicó en 1796 su primer artículo sobre el animal, que era una transcripción de una conferencia anteriormente realizada en la Academia Francesa de Ciencias. Él realizó una publicación de nuevo en 1804; este artículo sería republicado en su libro Recherches sur les ossemens fossiles de quadrupèdes ("Investigaciones sobre las osamentas fósiles de cuadrúpedos", en francés). En su artículo de 1796, Cuvier le asignó al fósil el nombre científico de Megatherium americanum.
Cuvier determinó que el Megatherium era un perezoso, y en principio creyó que este usaba sus grandes garras para trepar a los árboles, tal y como los perezosos modernos, aunque luego cambió de parecer sobre esta hipótesis y apoyó un estilo de vida subterráneo, usando entonces las garras para cavar túneles.
Los fósiles de Megatherium y de otros miembros de la megafauna americana fueron populares durante finales del siglo XVIII y principios del siglo XIX hasta el descubrimiento de los dinosaurios algunas décadas más tarde. Desde su primer descubrimiento, se han encontrado numerosos fósiles adicionales de Megatherium en diferentes zonas de América del Sur, en Argentina, Bolivia, Brasil, Chile, Paraguay, Perú y Uruguay.

## Descripción

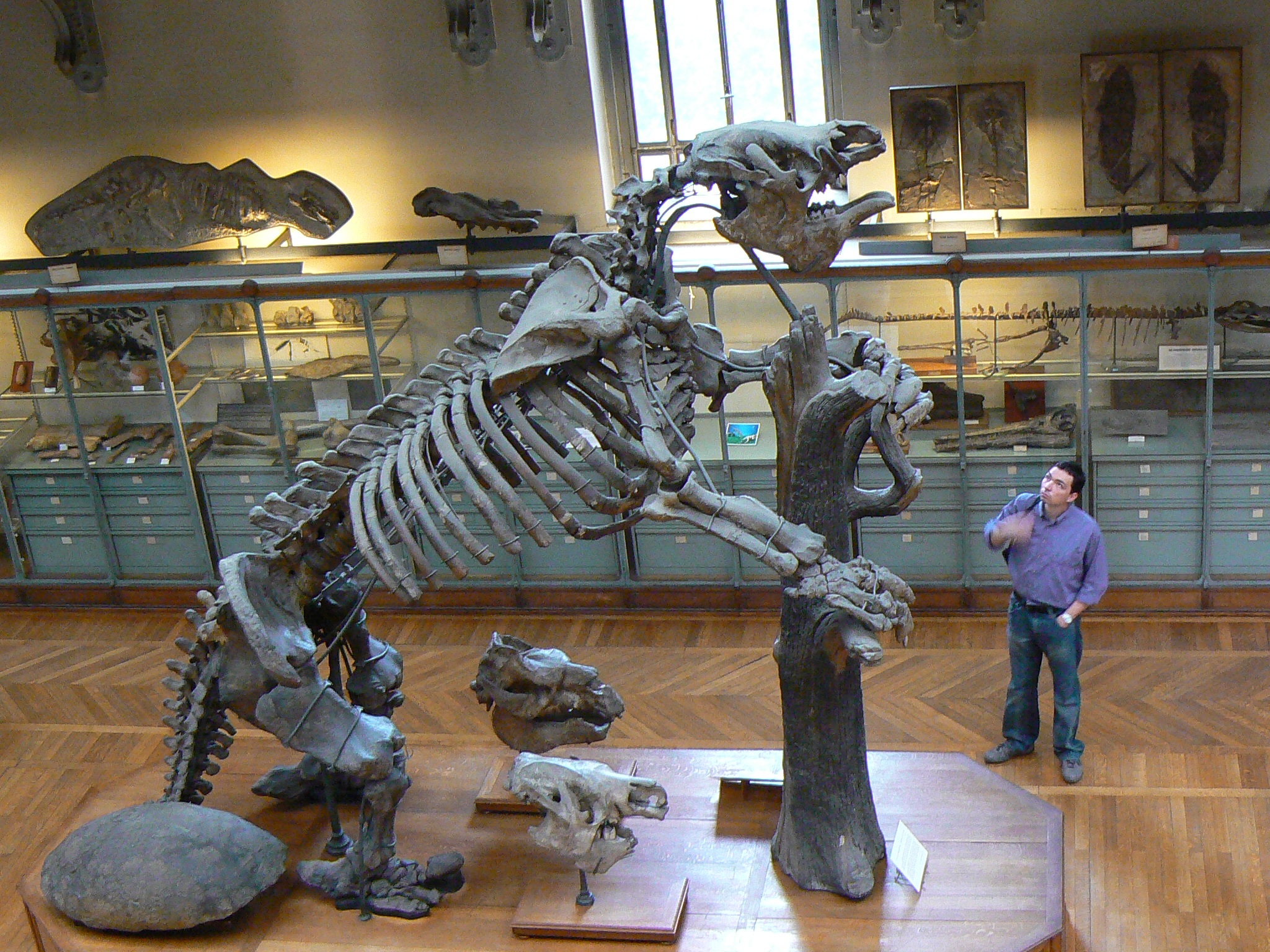
Esqueleto de Megatherium americanum. Museo Nacional de Historia Natural de Francia, París.

Megatherium fue uno de los mayores mamíferos terrestres conocidos, pesaba más de 3 toneladas y medía más de 6 metros de longitud de la cabeza a la cola. Es el mayor de los perezosos terrestres conocidos, con un tamaño equiparable al de los elefantes actuales. Este género es conocido principalmente a partir de su especie más grande, M. americanum. Las especies de Megatherium fueron miembros de la abundante megafauna del Pleistoceno, grandes mamíferos que vivieron durante aquella época.
Megatherium tenía un esqueleto robusto con una gran cintura pélvica y una ancha y musculosa cola. Su enorme tamaño le permitía alimentarse a alturas a las que no tenían acceso otros herbívoros contemporáneos. Elevándose sobre sus poderosas patas traseras y usando su cola para formar un trípode, Megatherium podía soportar su enorme peso corporal mientras usaba sus garras curvas de sus largos brazos para acercarse las ramas de los árboles. Este perezoso, al igual que los actuales osos hormigueros, caminaba sobre los lados de sus pies y manos, debido a que sus garras evitaban que pudiera poner las palmas y plantas de los mismos sobre el suelo. Aunque era principalmente cuadrúpedo, sus huellas fosilizadas muestran que tenía cierta capacidad de realizar una marcha bípeda. Los análisis biomecánicos también sugieren que tenían adaptaciones para el bipedalismo.

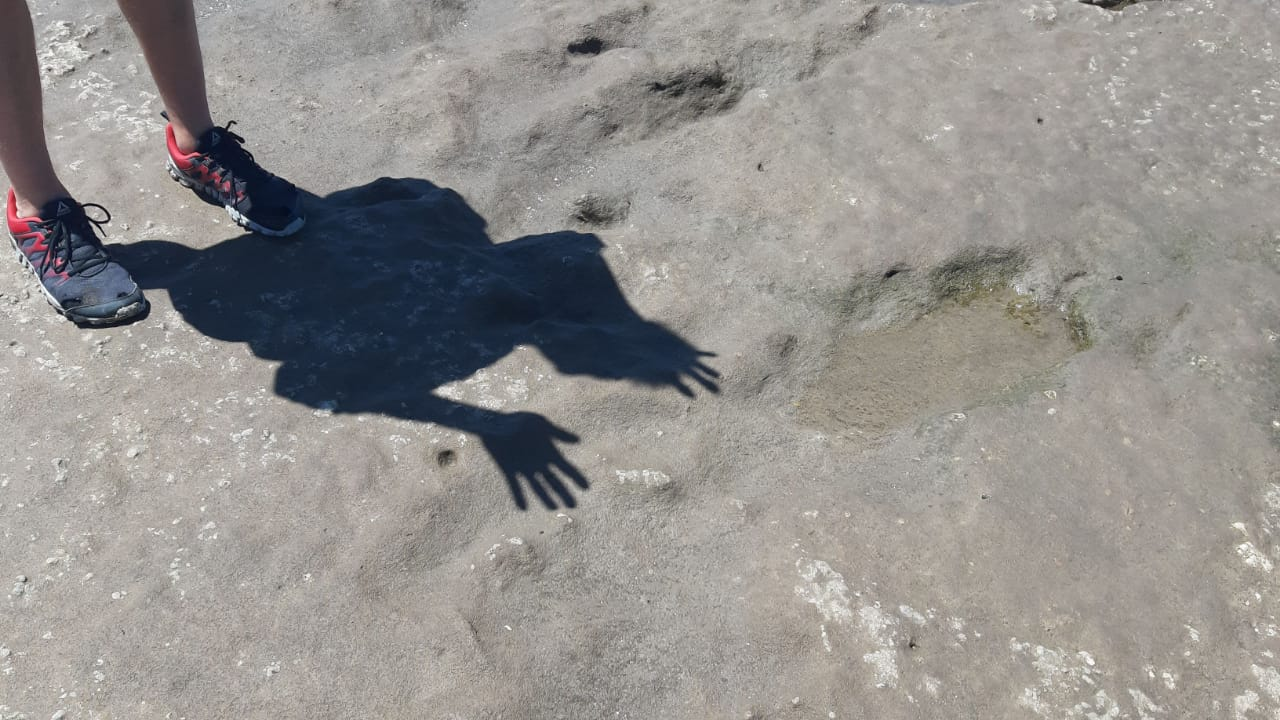
Huella fósil de megaterio en Pehuen Có, Argentina.

Algunos expertos creen que su mandíbula puede haber alojado una larga lengua, la cual hubiera usado para llevarse las hojas a su boca, de manera similar a los perezosos arborícolas actuales. Sin embargo, otros han sugerido que algunos de los elementos de la cavidad oral de Megatherium' estaban fusionados: un epihial y estilohial rígidamente articulado, el aparato se sitúa más anteriormente, lo cual junto con la alargada y muy empinada sínfisis mandibular, indican un músculo geniohiodeo relativamente corto y por lo tanto una limitada capacidad de extensión de la lengua. Sus mandíbulas estaban bien adaptadas para el fuerte movimiento de la masticación para consumir la vegetación dura. Megatherium poseía el hocico más estrecho de todos los perezosos terrestres del Pleistoceno. Esto ha llevado a los paleobiólogos a creer que era muy selectivo al comer. Tendría la habilidad de hallar y escoger qué hojas y ramitas podría comer. Megatherium tenía un largo y estrecho labio prensil que era capaz de asir y cortar las hojas y ramas, así como otros tipos de vegetación.

## Características
Un ejemplar adulto  superaba los 6 metros desde la cabeza hasta la cola y medía casi dos metros desde el suelo hasta el lomo. Presentaba huesos más robustos que los del elefante, un cuerpo muy voluminoso y una cabeza relativamente pequeña, carente de dientes y colmillos, salvo por cuatro molares a cada lado de ambos maxilares que eran de crecimiento continuo, carecían de esmalte y tenían una forma prismática. Con ellos trituraba ramas, hojas, frutos y flores, pero también utilizaba las uñas para escarbar la tierra en busca de raíces y tubérculos. Su enorme cuerpo estaba cubierto de un espeso pelaje cuyo color variaba según la edad y el sexo. Estaba provisto de patas cortas, pies muy grandes, robustas garras encorvadas y una cola de 50 cm de diámetro en su nacimiento. Por lo que se deduce de su tamaño y hábitos solitarios, no era arborícola y se alimentaba manteniéndose sobre sus patas traseras. Aunque solía llevar un andar cuadrúpedo apoyándose en los nudillos.

## Descubrimiento y primeras investigaciones

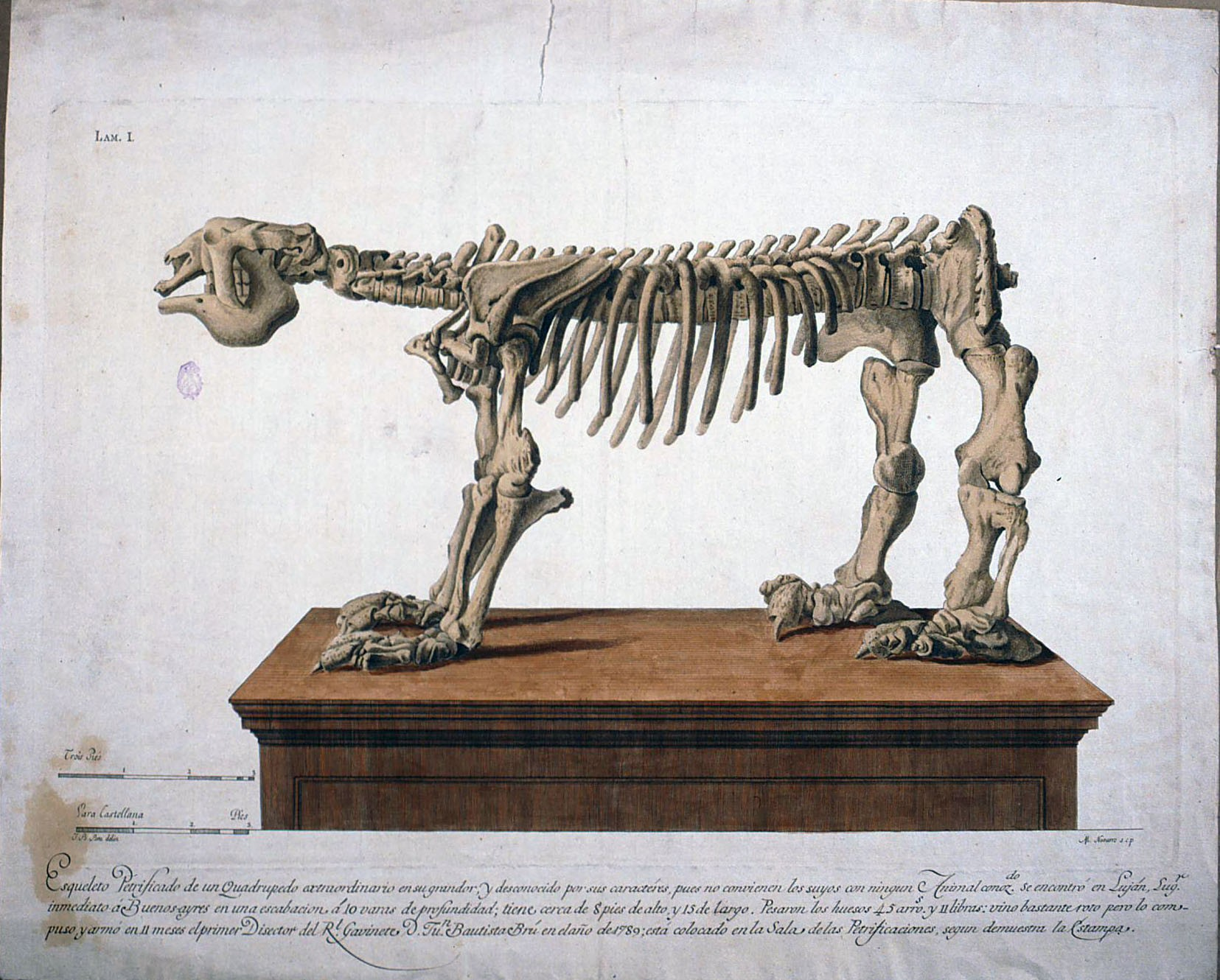
Esqueleto de megaterio dibujado por Juan Bautista Bru y grabado por Manuel Navarro, recogido en José Garriga, Descripción del esqueleto de un quadrúpedo muy corpulento y raro que se conserva en el Real Gabinete de Historia Natural de Madrid, Madrid, Viuda de Joaquín Ibarra, 1796. Aguafuerte coloreado a mano, Calcografía Nacional.

En 1787 se realizaban obras a orillas del río Luján, en lo que hoy es la Provincia de Buenos Aires, cuando el dominico fray Manuel de Torres descubrió entre los sedimentos los primeros huesos del esqueleto de un animal desconocido. Este se encontraba casi completo y en buen estado de conservación. A finales de abril Torres comunicó al virrey Nicolás del Campo que había logrado reunir el esqueleto casi completo, del que previamente le había hecho llegar dos molares, y le solicitaba el envío de un dibujante para que hiciera el plano de los huesos. Se ocupó de ello José Custodio de Sáa y Faría. El virrey, conocido por sus ideas ilustradas, tomó medidas para que los huesos fueran desecados y convenientemente protegidos fueron remitidos a España en mayo de 1788, embalados en siete grandes cajas que llegaron a finales de septiembre al Real Gabinete de Historia Natural de Madrid junto con las descripciones de Torres y los dibujos de Sáa y Faría. Aquí el naturalista y disecador del Real Gabinete Juan Bautista Bru se encargó del estudio y montaje de las piezas, que tenía listo a finales de ese mismo año. William Carmichael, encargado de negocios de los Estados Unidos en Madrid, envió el 29 de enero de 1789 una carta a Thomas Jefferson, embajador en París, con una descripción del que resultaba ser así el primer fósil montado de un mamífero, por el que el futuro presidente se había interesado, acompañando su descripción de un dibujo de los que posteriormente serían grabados por Manuel Navarro. Sin embargo, por rencillas entre Bru y el subdirector del Real Gabinete, el estudio realizado por Bru con los grabados de Navarro vio retrasada su impresión, adelantándose la publicación del informe que el Institut de France había encargado a Georges Cuvier, editado en 1796 con el título Notice sur le squelette d'une tres grand Quadrupède inconnue jusqu'a present, trouvé a Paraguay, et dépoosé au Gabinet d'Histoire Naturelle de Madrid.
El lugar del hallazgo es llamado actualmente Barrancas de Monte Hermoso, Farola Monte Hermoso, o simplemente Las Rocas.
Habiendo tenido contacto con los restos de un gliptodonte enviado a Europa, Charles Darwin decidió visitar el yacimiento de Punta Alta en septiembre de 1832, pasando también por Monte Hermoso. En una de sus obras (Geological Observations on South America de 1846), Darwin realizó una detallada descripción del perfil de la barranca que encontró en Punta Alta, que en aquel entonces tenía unos 6 metros de altura y se extendía algo más de un kilómetro a lo largo de la costa del Mar Argentino. De ella extrajo un gran número de huesos fosilizados de mamíferos gigantes y muchas conchillas. Entre los restos de mamíferos se incluían algunos fósiles de ejemplares ya conocidos por los investigadores de la época, como los del "megaterio", el gliptodonte y el mastodonte, junto con otros desconocidos hasta ese momento, como el toxodón y el milodonte. En su honor, desde 1990 funciona en Punta Alta el Museo de Ciencias Naturales "Charles Darwin".
Inspirado por Darwin, el paleontólogo argentino Florentino Ameghino y su hermano Carlos visitaron la zona en 1887, publicando luego (en 1890), sus descubrimientos bajo el nombre de "Exploración geológica en la Patagonia". De sus viajes surgiría la teoría de que el hombre moderno surgió en Sudamérica (actualmente rechazada) y que fueron los indígenas quienes extinguieron, con una caza excesiva, la antigua megafauna.

## Especies
Se han descrito nueve especies del género Megatherium:
- Megatherium altiplanicum Saint-André & de Iuliis, 2001
- Megatherium tarijense Gervais & Ameghino, 1880
- Megatherium medinae Philippi, 1893
- Megatherium istilarti Kraglievich, 1925
- Megatherium parodii Hoffstetter, 1949
- Megatherium sundti Philippi, 1893
- Megatherium gallardoi Ameghino & Kraglievich, 1921
- Megatherium americanum Cuvier, 1796
- Megatherium larensis Nectario, 1929

En tanto, y pese a ser frecuentemente confundidos, según la clasificación de Richard Owen existe una clara diferencia entre los miembros del género Megatherium y aquellos del género Mylodon, que habitaron el sur de Chile y Argentina hasta hace aproximadamente 10 000 años.

## Evolución
Los perezosos terrestres, como los demás xenartros, evolucionaron en aislamiento durante el Paleógeno. En el período Plioceno, se formó el istmo de Panamá lo que causó el Gran Intercambio Biótico Americano y la consiguiente extinción de una importante proporción de la megafauna originaria de Sudamérica. Sin embargo los perezosos terrestres se adaptaron con éxito a las nuevas condiciones biológicas logrando colonizar además América del Norte, donde florecieron hasta el final del Pleistoceno. En el sur, los perezosos gigantes vivieron hasta hace unos 10 000 años.
Este género aparece en el registro paleontológico por primera vez en el Plioceno de Bolivia en la forma de Megatherium altiplanicum, siendo muy similar al perezoso terrestre del Mioceno Promegatherium, cuyo tamaño era similar al de un rinoceronte, y que probablemente es un antecesor directo de este género. Las especies de megaterios se volvieron mayores con el tiempo, siendo Megatherium americanum la de mayor tamaño, alcanzando las dimensiones de un elefante africano. El subgénero y especie Megatherium (Pseudomegatherium) tarijense fue una especie de tamaño medio, la cual fue considerada como sinónimo de M. americanum, aunque ha sido revalidada en otros análisis. Habitó en Bolivia en la cuenca de Tarija y en Perú en la zona de Yantac.

## Hábitat

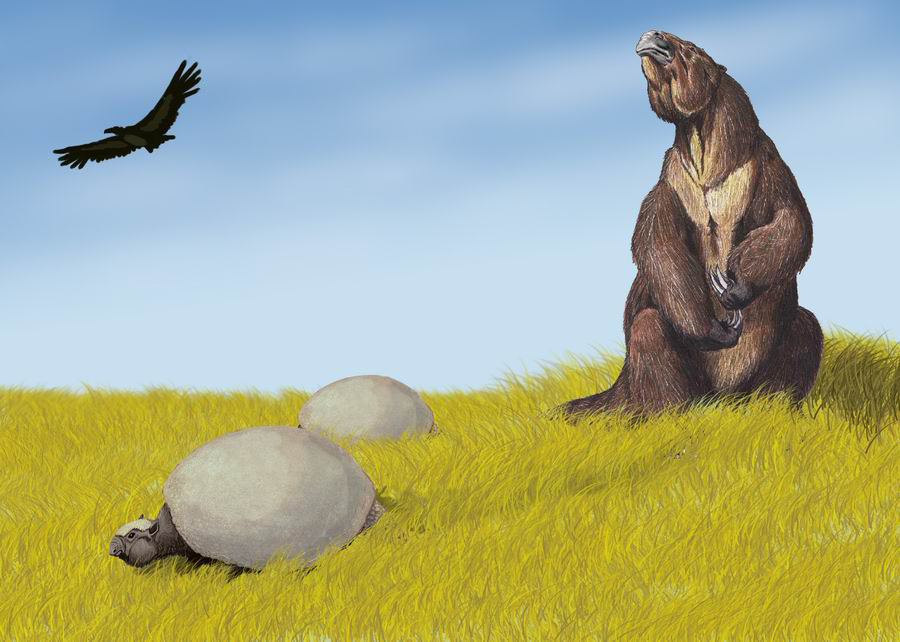
Megatherium con la fauna del pleistoceno.

Megatherium habitó en ambientes de bosques y praderas de las áreas levemente boscosas de Sudamérica de donde era una especie endémica. Megatherium estaba adaptado a hábitats de clima templado, árido o semiárido. El género cercanamente relacionado Eremotherium (que ha sido clasificado en el pasado como parte del género Megatherium) vivió en ambientes de tipo tropical más al norte, e invadió las zonas cálidas y templadas de Norteamérica como parte del Gran Intercambio Biótico Americano.

## Paleobiología

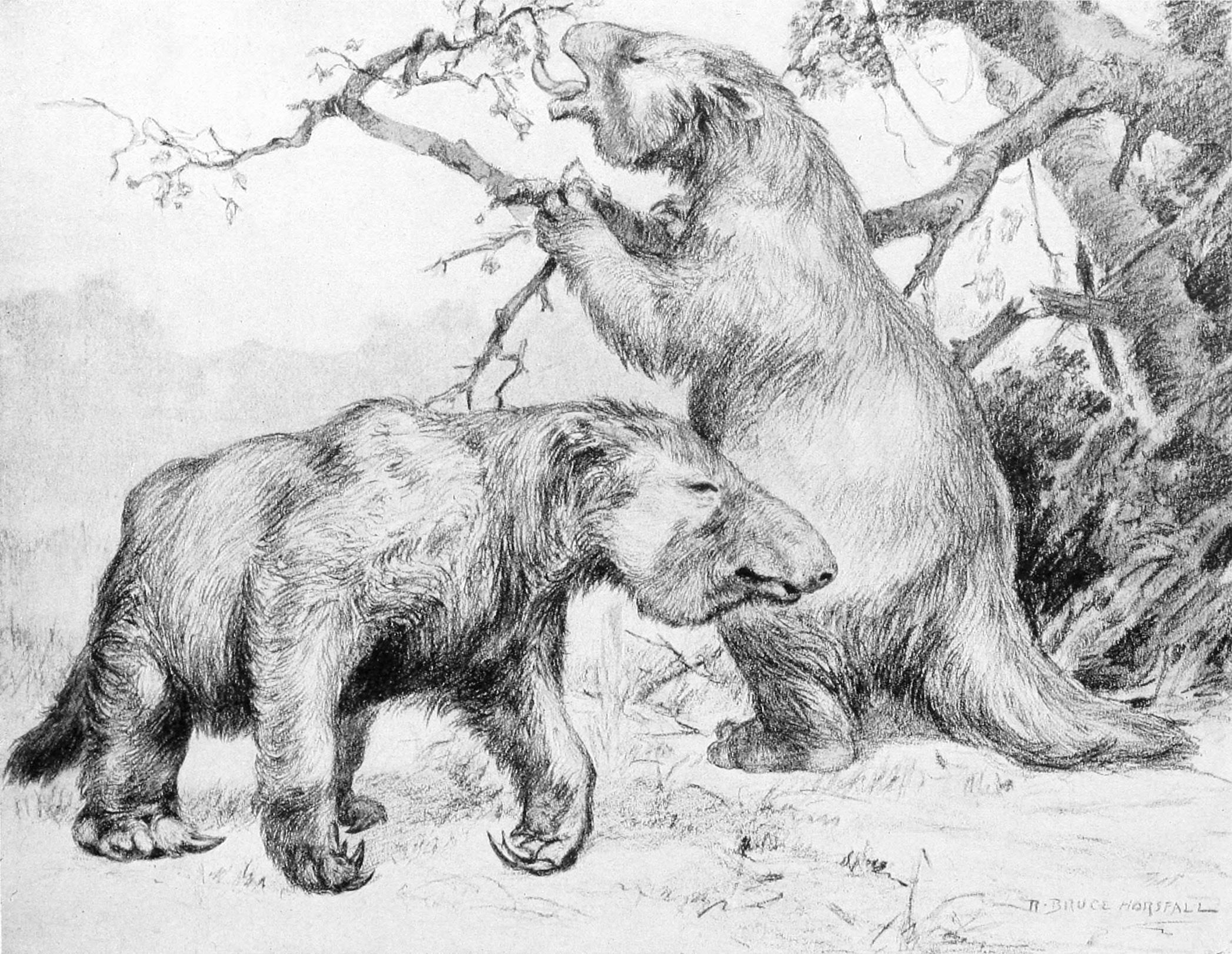
Recreación de M. americanum por Robert Bruce Horsfall.

Este gran perezoso terrestre puede haber vivido en grupos, pero también pudo haber vivido de manera solitaria en cavernas. Probablemente sería un ramoneador en las zonas abiertas, aunque alternaría con otra vegetación más dura. Dado que no tendría enemigos naturales, probablemente este perezoso sería un animal diurno.
La dieta de estos animales consistiría de hojas de plantas tales como las yuccas, agaves y pastos. Mientras se alimentaba de la vegetación terrestre podría sostenerse en sus patas traseras, así como para alcanzar la vegetación más alta. También podría tratar de desenterrar raíces usando las grandes garras de sus patas. Megatherium usaba sus dientes simples para triturar la vegetación antes de tragarla, un proceso al que ayudarían sus sumamente desarrollados músculos maseteros. El estómago del perezoso era capaz de digerir la comida fibrosa y áspera. Es probable que pasara un buen tiempo descansando, para ayudar a su digestión.

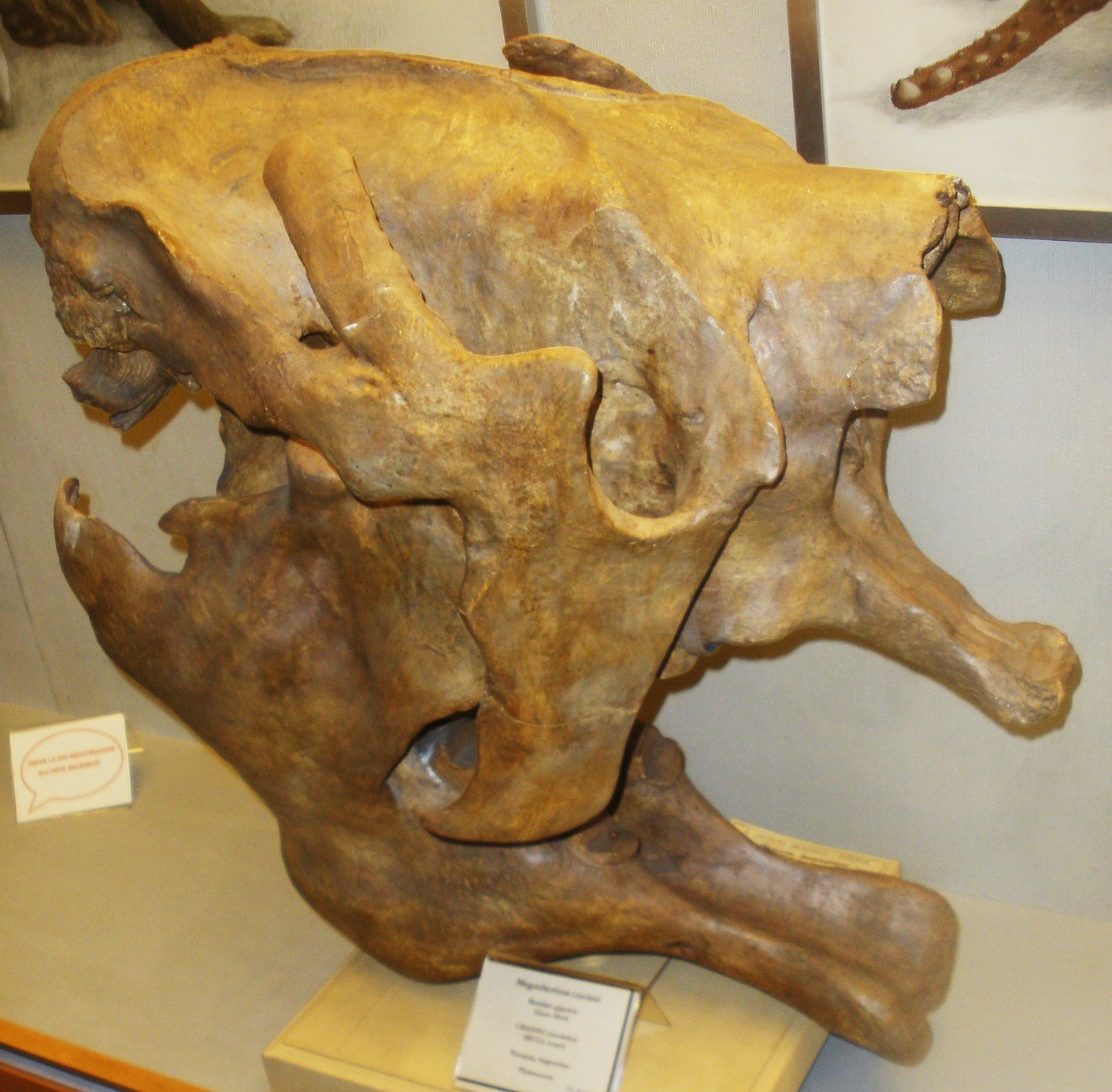
Cráneo. Museo de Paleontología de Florencia.

Un análisis morfo-funcional indica que M. americanum estaba adaptado para una fuerte mordida vertical. Los dientes son hipsodontos y bilofodontos, y la sección sagital de cada cresta dental o lofo es triangular con un borde afilado. Esto sugiere que los dientes eran usados para cortar, más que para moler, y que la comida dura y fibrosa no sería el componente principal de su dieta.
Por otra parte, se ha sugerido que este perezoso gigante puede haber sido parcialmente carnívoro, si bien esta es una afirmación controvertida. Richard Fariña y Ernesto Blanco de la Universidad de la República en Montevideo han analizado un esqueleto fosilizado de M. americanum y descubrieron que su olecranon —la parte del codo en el hueso cúbito a la cual se sujeta el músculo tríceps— era muy corto. Esta adaptación es hallada en mamíferos carnívoros y optimiza la velocidad sobre la fuerza del brazo. Estos investigadores dicen que esto le hubiera permitido a M. americanum usar sus garras como dagas. Ellos sugieren que para añadir nutrientes a su dieta, Megatherium puede haber robado las presas de depredadores contemporáneos como Smilodon. Basándose en la fuerza y la ventaja mecánica estimadas de su bíceps, se ha propuesto que Megatherium también pudo darle la vuelta a los gliptodóntidos adultos (grandes xenartros acorazados, emparentados con los armadillos) ya fuera para devorar sus cadáveres o incluso cazarlos activamente. Sin embargo, otros zoólogos han descrito esta propuesta como "fantasía". Los análisis de isótopos de carbono han determinado que los valores isotópicos de Megatherium son similares a los de otros miembros de la megafauna herbívora como los mamuts, gliptodontes y Macrauchenia, y notoriamente diferentes de los mamíferos omnívoros y carnívoros, lo que sugiere que Megatherium era exclusivamente herbívoro.

## Extinción

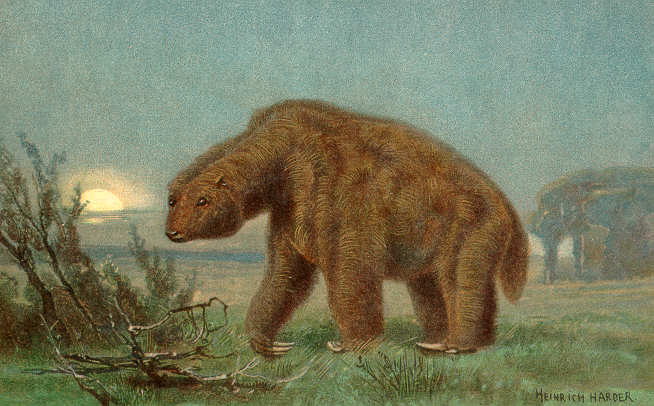
Recreación histórica de un Megaterio, de Heinrich Harder.

En el sur, estos perezosos terrestres florecieron hasta hace 10 500 años datados por radiocarbono. Varios autores han citado la aparición de la población en expansión de los cazadores humanos como una de las causas de su extinción. Hay algunas dataciones más tardías de cerca de 8000 y una de 7000 años antes del presente para restos de Megatherium, pero la fecha más reciente considerada como creíble es de cerca de 10 000 años antes del presente. El uso de modelos bioclimáticos indica que las áreas de los hábitats adecuados para Megatherium se encogieron y se volvieron más fragmentados a mediados del Holoceno. Aunque esto por sí solo no hubiera causado su extinción, ha sido citado como un posible factor que contribuyó a su desaparición.

## En la cultura popular
- En el documental Walking with Beasts (Caminando entre las bestias) se muestra a un megaterio golpeando a un Tigre dientes de sable.
- También es uno de los animales en los que Chico Bestia se transforma en la serie Los jóvenes titanes.
- Es también uno de los xenartros extintos más conocidos popularmente, con el sobrenombre de «perezoso gigante» o «megaterio».
- En la popular serie de películas Ice Age, el personaje Sid, es un xenartro terrestre, como esta especie,[29] a pesar de que las dimensiones de Sid fueron disminuidas para las películas.
- En la franquicia japonesa de monstruos digitales, Digimon, existe una criatura llamada Ancient Megatheriumon[30]que está basado en este género de animales extintos.